# ロベルト・グラッツェル
ロベルト・グラッツェル（Robert Glatzel, 1994年1月8日 - ）は、ドイツ・フルステンフェルトブルック出身のサッカー選手。ハンブルガーSV所属。ポジションはフォワード。

## 経歴
エリトリアにルーツを持っており、レゲエの歌手であるボブ・マーリーの実名に因んで命名された。
プロデビュー後も、セカンドチームでの出場が中心であり、クラブを転々とするが、2017年に1.FCハイデンハイムに加入してトップチームに定着した。
2019年7月31日、フットボールリーグ・チャンピオンシップのカーディフ・シティFCに移籍した。
2021年2月1日、1.FSVマインツ05にシーズン終了まで期限付き移籍した。自身初のブンデスリーガ1部でのプレーとなった。
2021年6月、シモン・テロッデに代わるストライカーを探していたハンブルガーSVに加入した。